# Зависть (замысел Достоевского)
«Зависть» — задуманный, но ненаписанный роман русского писателя XIX века Фёдора Михайловича Достоевского.
С апреля 1867 года Достоевский находился за границей. Писатель был недоволен западноевропейской жизнью и очень тосковал по России. Одновременно с этим на него давили заботы о растущей семье, стеснённые материальные обстоятельства и обязательства перед журналами. В 1867—1868 годах был написан роман «Идиот». Записные тетради Достоевского показали, что замысел романа «Бесы» относится уже к началу 1870 года. Между написанием этих романов у автора возникло несколько идей, оставшихся нереализованными. Одной из них был замысел романа «Зависть», датированный второй половиной января 1870 года и послуживший началом творческой истории «Бесов».
Заглавие романа отражает отношения двух его главных героев — Князя А. Б. и Учителя. Князь отдаленно послужил прообразом Николая Всеволодовича Ставрогина из романа «Бесы». Персонаж вырисовывался гордым, мстительным и завистливым, но не лишенным благородства и великодушия. В Учителе исследователи творчества Достоевского разглядели отдельные черты Ивана Павловича Шатова из того же произведения.
Содержание будущего романа планировалось скорее «романтическим» или психологическим, а не политическим, хотя в отдельных записях и упоминается Нечаев: «Прокламации. Мелькает Нечаев, убить Учителя (?)», «Заседание у нигилистов, Учитель спорит». Отдельные элементы намеченного сюжета «Зависти» встречаются в черновых вариантах «Бесов». Среди них соперничество Князя А. Б. и Учителя, отношения Князя с Воспитанницей и Красавицей, мотив пощечины и самоубийство героя. Были отмечены в сюжете и детали из другого нереализованного произведения Достоевского — повести «Весенняя любовь».